# Den druknede (film)
 For alternative betydninger, se Den druknede. (Se også artikler, som begynder med Den druknede)
|  | Denne artikel er oprettet af botten Steenthbot ud fra en ekstern database. Den kan derfor have sproglige fejl eller mangler. Denne skabelon kan fjernes efter kontrol af indholdet. |

Den druknede er en dansk animationsfilm fra 2020 instrueret af Luc Perez.

## Handling
Marstal 1913. Kaptajn Albert Madsen har apokalyptiske drømme. Drømme hvor mænd fra hans by lider en grusom død på skibe, der sænkes eller skydes i brand. Albert ser det for sig og han ved, det vil ske. Som kaptajn så han engang i drømme sit skib, Princess, gå på grund. Dengang kunne han af al kraft løbe fra kabyssen til roret og forhindre ulykken i at ske, fordi han havde set den i sine syner. Albert Madsen er dømt til at afvente 1. Verdenskrig og opfyldelsen af sine mareridt i afmagt og pinefuld ensomhed. Albert tror på mennesket, på enigheden, fællesskabet og altings balance. Han kæmper med en svimlende fornemmelse af verdens ende på grund af sine syner.